# Nesogenes (plant)
Nesogenes is een geslacht uit de bremraapfamilie (Orobanchaceae). De soorten komen voor in tropisch Oost-Afrika, op de eilanden in de westelijke Indische Oceaan en in het Pacifisch gebied.

## Soorten
- Nesogenes africanus G.Taylor
- Nesogenes decumbens Balf.f.
- Nesogenes euphrasioides (Hook. & Arn.) A.DC.
- Nesogenes glandulosus (Scott Elliot) Mildbr.
- Nesogenes madagascariensis (Bonati) Marais
- Nesogenes orerensis (Cordem.) Marais
- Nesogenes prostrata (Benth.) Hemsl.
- Nesogenes rotensis Fosberg & D.R.Herbst
- Nesogenes tenuis (Benth. & Hook.f.) Marais

... · 
Bartsia · 
Castilleja · 
Euphrasia (Ogentroost) · 
Lathraea (Schubwortel) · 
Melampyrum (Zwartkoren) · 
Odontites (Helmogentroost) · 
Orobanche (Bremraap) · 
Pedicularis (Kartelblad) · 
Parentucellia · 
Rhinanthus (Ratelaar) · 
...